# Mississauga—Streetsville (circonscription provinciale)
Circonscription électorale provinciale du Canada
Mississauga—Streetsville est une circonscription provinciale de l'Ontario représentée à l'Assemblée législative de l'Ontario depuis 2007.

## Géographie
La circonscription est située dans le sud de l'Ontario et représente une portion de la ville de Mississauga dans la région de Toronto.
Les circonscriptions limitrophes sont Wellington—Halton Hills, Brampton-Ouest Mississauga—Malton, Mississauga—Erin Mills, Mississauga-Centre et Milton.

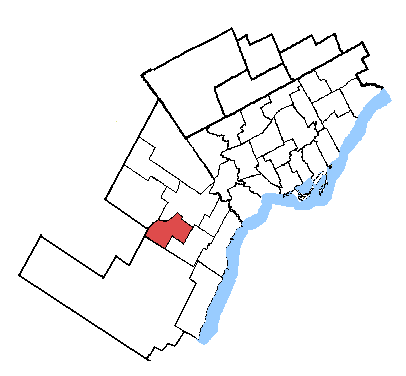
Circonscription de Mississauga—Streetsville (2003-2015)

## Historique
| Législature                                                                                       | Années        | Député | Député      | Parti                     |
| ------------------------------------------------------------------------------------------------- | ------------- | ------ | ----------- | ------------------------- |
| Mississauga—Streetsville Circonscription issue de Brampton-Ouest—Mississauga et Mississauga-Ouest |               |        |             |                           |
| 39e                                                                                               | 2007-2011     |        | Bob Delaney | Libéral                   |
| 40e                                                                                               | 2011-2014     |        | Bob Delaney | Libéral                   |
| 41e                                                                                               | 2014-2018     |        | Bob Delaney | Libéral                   |
| 42e                                                                                               | 2018-2022     |        | Nina Tangri | Progressiste-conservateur |
| 43e                                                                                               | 2022–2025     |        | Nina Tangri | Progressiste-conservateur |
| 44e                                                                                               | 2025–en cours |        | Nina Tangri | Progressiste-conservateur |

## Circonscription fédérale
Depuis les élections provinciales ontariennes du 4 octobre 2007, l'ensemble des circonscriptions provinciales et des circonscriptions fédérales sont identiques.